# Noelaerhabdaceae
A Noelaerhabdaceae a Haptista Haptophytina csoportjának családja.
A Gephyrocapsa huxleyi és a Gephyrocapsa oceanica két jelentősen vizsgált, gyakran tenyésztett és ismert életciklusú faja.

## Történet
Lazar Jerković írta le a családot 1970-ben a Noelaerhabdus leírásával együtt. Típusnemzetsége, a Gephyrocapsa alapján 1971-ben Black a Gephyrocapsaceae nevet javasolta.
2008-ban és 2011-ben Beaufort et al. a kokkolitképző Haptista-családok kokkolitalapú meghatározhatóságát mutatták ki, Linge Johnsen et al. 2020-ban igazolták, hogy a Noelaerhabdaceae esetén például faj szintjén vagy még pontosabban is eldönthető az élőlény hovatartozása.
Buchwald et al. 2024-ben 124 000 év adatai alapján kimutatták, hogy a Noelaerhabdaceae a fototróf fajok közt a holocén és a Bølling–Allerød-interstadiális mintáiban gyakoriak.

## Morfológia
Fajai kokkolitképzők, a recens fajok kokkolitvastagsága erősen korrelál az egységnyi felületre jutó meszesedéssel. A középső miocén Noelaerhabdaceae-kokkolitok a legrégebbiek kivételével feltehetően nem voltak vékonyabbak és törékenyebbek az újaknál, így Bolton et al. szerint a kokkolitokra diagenezis útján rakódó kristályok nem befolyásolták elég jelentősen a vastagságot, vagy a rájuk rakódó kalcit a kokkolitokból származik. A diagenezis 6–8 millió évvel ezelőtt, mikor a kokkolitok jobban meszesedtek, nem volt nagyobb, mint 3–4 millió évvel ezelőtt. 2,9–7,7 μm-esek.
A diploid példányok nem mozognak, gyakran képeznek kokkoszférát (C-sejtek), kokkolitjai általában heterokokkolitok, míg a haploidok nem alkotnak kokkoszférát, mozgásra képesek, haptonémájuk vesztigiális. Csupasz D-sejtek általában tenyészetben fordulnak elő.

### Kokkoszféra
Legtöbb fajuk kokkoszférája egymásba kapcsolódó kokkolitokból áll, és egyrétegű, de bizonyos fajoké, például a Gephyrocapsa huxleyié lehet többrétegű.
Osztódás előtt több kokkolitot hoz létre a két leánysejt megfelelő fedéséhez.
Kokkolitvastagság-vizsgálatok alapján a meszesedés mértékének fajközi és fajon belüli törzsek közti fenotípus-különbségei nagyobbak az egyes különböző környezetekben tenyésztett törzsek fenotípus-plaszticitásánál.
Bár a nem meszesedő Isochrysis közeli rokona, a Noelaerhabdaceae esetén nem ismert nem meszes állapotban szaporodó faj.
A legtöbb faj kokkolitjai a Reticulofenestra nemzetségéhez hasonló erősen birefringens plakolitok, V-egységük vesztigiális, R-egységük proximális, disztális pajzsot, külső és belső csőköröket, rácsot és más központi szerkezeteket alkot.
Bár a sótartalom befolyásolja a kokkolithosszt, nem minden fajban befolyásolja a kokkolitvastagságot: például a Gephyrocapsa huxleyiéit nem, míg a Gephyrocapsa oceanicáéit igen.

## Életciklus
Heteromorf haplodiploid életciklusukban a diploid fázis meszes lemezeket, kokkolitokat termel, a haploid nem meszesedik. Nem ismert, hogy szaporodik-e ivarosan.
Tavaszi virágzáskor köbméterenként több mint 1 milliárd sejtje is előfordulhat.

## Élőhely
Gyakori a mély klorofillmaximumban.
Egyes fajai, például a Gephyrocapsa huxleyi gyakran nagy virágzásokat alkotó kozmopoliták.
A Haptophytinán belül az Oslo közelében lévő fjordokban 18S rRNS alapján gyakoriak, míg 28S rRNS alapján igen ritkák Gran-Stadniczeñko et al. 2017-es tanulmánya szerint, azonban e ritkaságot hibás párosításnak tulajdonították.

## Jelentőség

### Modellszervezetként
A Gephyrocapsa huxleyi kokkolitképző fajok virágzásának tanulmányozására használható modellszervezet. A család szilíciumot nem igényel, így nem befolyásolja a germánium vagy a szilíciumszint-csökkenés, a szilíciumigény csökkenése vagy elvesztése a kokkolitképző csoportok közt a Pleurochrysidaceae és a Noelaerhabdaceae esetén ismert.

### Paleoklimatológia
Az Isochrysidales részeként több faja alkenonokat termel, ezek egymáshoz viszonyított gyakoriságából a hőmérsékletek jól becsülhetők.

### Az éghajlatban
A Noelaerhabdaceae virágzó tagjai tenyészetkísérletek szerint kevésbé meszesednek magasabb szén-dioxid-szint esetén.
A Noelaerhabdaceae adja a kokkolitképző Haptophytina-fajok által biztosított meszesedés közel felét. A növekvő szén-dioxid-koncentráció hatására jobban meszesednek, glaciális-interglaciális váltakozások esetén azonban a növekvő koncentráció pozitív visszacsatolását adhatja évezredes időtávokon.

## Fosszíliák
Számos kainozoikumi mikrofosszíliája ismert, különösen az elmúlt 14–16 millió évből. Fő lelőhelyük az ODP 925 és 929. Kokkolitproxijai a kokkolitméreteken alapulnak, vagyis morfológiaiak, nem tényleges fajközi különbségeken.

## Nemzetségek
- Reticulofenestra W. W. Hay, Mohler et M. Wade
- Pyrocyclus
- Pseudoemiliania
- Noelaerhabdus
- Gephyrocapsa Kamptner
- Emiliania W. W. Hay et H. P. Mohler
- Crenalithus
- Bekelithella

## Genetika
Metionin-szintázuk kobalamindependens.